# クロトンアルデヒド
クロトンアルデヒド (crotonaldehyde) は、不飽和アルデヒドに分類される有機化合物のひとつ。IUPAC命名法 では 2-ブテナール (2-butenal) と表される。別名として プロピレンアルデヒド (propionaldehyde)、β-メチルアクロレイン (β-methylacrolein)、メチルプロペナール (methylpropenal) などとも呼ばれる。CAS登録番号は [4170-30-3]。シス–トランス異性体として cis型 と trans型の二種類があり、それぞれの CAS登録番号は順に [123-73-9]、[15798-64-8] である。分子式は C4H6O、示性式は CH3CH=CHCHO である。毒物及び劇物取締法により毒物に指定されている。消防法に定める第4類危険物 第1石油類に該当する。

## 性質
無色・刺激臭のある液体で、光・空気に触れると淡黄色になる。分子量 70.1、融点 −76.5 ℃ (trans体)・−69 ℃ (cis体)、沸点 104 ℃、比重 0.853（特記がなければ trans体の値）。
純粋なクロトンアルデヒドの引火点は 13 ℃ である。また重合を行いやすい。蒸気には激しい刺激臭と催涙性があり、有毒である。
アルドールを鉱酸と共に加熱し、反応物を蒸留することで得られる。
放置しておくと、徐々に酸化されてクロトン酸となる。そのため、保存する際は密閉した容器に入れる必要がある。

## 用途
ブタノール・ブチルアルデヒドなどの合成原料として使用されている。